# Клінтон (округ, Пенсільванія)
Шаблон:StateAbbr_ 41°14′ пн. ш. 77°38′ зх. д. / 41.24° пн. ш. 77.64° зх. д.
Округ  Клінтон (англ. Clinton County) — округ (графство) у штаті  Пенсільванія, США. Ідентифікатор округу 42035.

## Історія
Округ утворений 1839 року.

## Демографія
За даними перепису 
2000 року 
загальне населення округу становило 37914 осіб, зокрема міського населення було 18760, а сільського — 19154.
Серед мешканців округу чоловіків було 18389, а жінок — 19525. В окрузі було 14773 домогосподарства, 9934 родин, які мешкали в 18166 будинках.
Середній розмір родини становив 2,9.
Віковий розподіл населення поданий у таблиці:
| Стать    | До 15 років | 15-21 | 22-29 | 30-39 | 40-49 | 50-65 | 65-85 | Понад 85 |
| -------- | ----------- | ----- | ----- | ----- | ----- | ----- | ----- | -------- |
| Чоловіки | 3443        | 2374  | 1937  | 2316  | 2672  | 2995  | 2459  | 193      |
| Жінки    | 3239        | 2569  | 1855  | 2378  | 2705  | 3068  | 3216  | 495      |

## Суміжні округи
- Поттер — північ
- Лайкомінг — схід
- Юніон — південний схід
- Сентр — південь
- Клірфілд — південний захід
- Камерон — захід

## Виноски
1. ↑  U.S. Decennial Census. United States Census Bureau. Архів оригіналу за 26 квітня 2015. Процитовано 6 березня 2015.
2. ↑  Historical Census Browser. University of Virginia Library. Архів оригіналу за 26 грудня 2013. Процитовано 6 березня 2015.
3. ↑  Forstall, Richard L., ред. (24 березня 1995). Population of Counties by Decennial Census: 1900 to 1990. United States Census Bureau. Архів оригіналу за 20 березня 2015. Процитовано 6 березня 2015.
4. ↑  Census 2000 PHC-T-4. Ranking Tables for Counties: 1990 and 2000 (PDF). United States Census Bureau. 2 квітня 2001. Архів оригіналу (PDF) за 18 грудня 2014. Процитовано 6 березня 2015.
5. ↑  State & County QuickFacts. United States Census Bureau. Архів оригіналу за 6 грудня 2015. Процитовано 16 листопада 2013.(англ.) Наведено за англійською вікіпедією.
6. ↑  American FactFinder. Бюро перепису населення США. Архів оригіналу за 29 липня 2011. Процитовано 31 січня 2008.

| США | Це незавершена стаття з географії США. Ви можете допомогти проєкту, виправивши або дописавши її. |